# Pomorski muzej
Pomorski muzej (ponekad nautički muzej), muzej je specijaliziran za prikaz predmeta povezanih s brodovima i putovanjima na morima. Podkategorija pomorskog muzeja je mornarički muzej koji se fokusira na ratne mornarice i vojnu uporabu na moru.
Veliki zgoditak pomorskog muzeja jest pomorski brod (ili njegova replika) dostupan kao muzejski brod, no riječ je o velikim objektima koji zahtijevaju veliki proračun zbog održavanja, pa mnogi muzeji čuvaju manje ili krhkije brodove ili dijelove brodova u muzejskim zgradama, dok većina muzeja izlaže zanimljive dijelove brodova (kao što su pulene ili topovi), brodski modeli i raznovrsne malene predmete poput jedaćeg pribora, odora itd.
Brodski modelari često su tijesno povezani s pomorskim muzejima, ne samo zato što muzeji mogu pomoći modelarima da postignu veću točnost, nego i stoga što muzeji osiguravaju mnogo veći prostor za prikazivanje većih modela u odnosu na modelarov dom, a naravno da je muzej zadovoljan ako primi brodski model kao donaciju. Muzeji također sami akviriraju modele.
Na svijetu postoje tisuće pomorskih muzeja. Mnogi pripadaju Međunarodnom kongresu pomorskih muzeja (ICMM, engl. International Congress of Maritime Museums) koji koordinira napore članova za stjecanje, čuvanje i prikazivanje vlastita materijala.